# Recettore dell'ormone di rilascio delle gonadotropine
Il recettore dell'ormone di rilascio delle gonadotropine è un recettore accoppiato a proteine G espresso sulla superficie delle cellule presenti nell'ipofisi, ma riscontrabile anche nei linfociti, nel seno, nelle ovaie e nella prostata.
Il recettore è indirettamente associato ai processi di attivazione del calcio tramite il suo legame con le proteine G e il loro effetto sul fosfatidilinositolo, secondo messaggero nel processo di attivazione del calcio.